# Gyrodactylus canadensis
Gyrodactylus canadensis är en plattmaskart. Gyrodactylus canadensis ingår i släktet Gyrodactylus och familjen Gyrodactylidae. Inga underarter finns listade i Catalogue of Life.